# Bulbophyllum polyrrhizum
Bulbophyllum polyrrhizum é uma espécie de orquídea (família Orchidaceae) pertencente ao gênero Bulbophyllum. Foi descrita por John Lindley em 1830.